# Kringelfestivalen
Kringelfestivalen är en återkommande stadsfestival under augusti månad i Södertälje. 
Huvuddelen av festivalen hålls vid Marenplan som är en liten vik av Östersjön mitt i Södertälje centrum.
Festivalen besöks av Sveriges artistelit varvat med familjeaktiviteter så som tivoli, torg-stånd, utställningar, mm.